# Lithosia taiwanella
Lithosia taiwanella är en fjärilsart som beskrevs av Matsumura 1927. Lithosia taiwanella ingår i släktet Lithosia och familjen björnspinnare. Inga underarter finns listade i Catalogue of Life.